# 遙照山ホテル

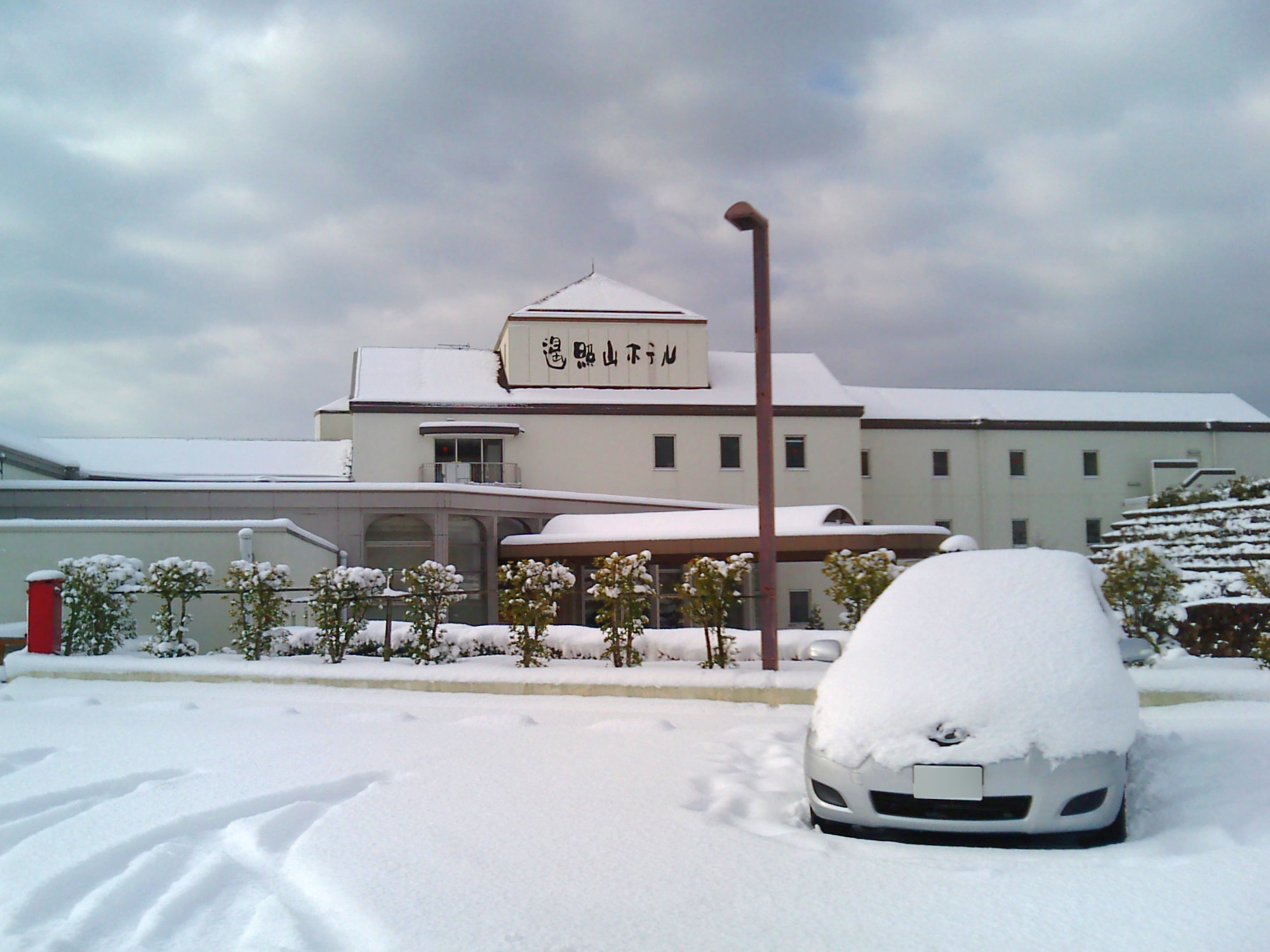
遙照山ホテル（2011年2月15日）

遙照山ホテル（ようしょうざんホテル）は、岡山県浅口市鴨方町益坂の遙照山山頂にあった宿泊施設。旧遙照山簡易保険保養センター。

## かんぽの宿としての廃止
日本郵政公社となってから不採算になっている簡保施設の整理により、廃止となる9施設に同センターが含まれていた。かんぽの宿としては2007年2月28日に営業を終え休業を経た後、3月31日で廃止となった。

## 購入・売却
同センターが観光振興に必要と判断した浅口市は、日本郵政公社より施設の購入を市議会に提案。2007年4月1日に土地と建物の一括購入し、市議会の議決を経て荒井組に売却。系列会社の「アライブクラブ」が運営を行う「櫻楓ホテルグループ」の「遙照山ホテル」として2007年6月16日に開業した。
その後も経営は好転せず、2013年8月末で営業休止。2015年2月18日付で、アライクラブとその親会社（株）荒井組は倒産（破産開始決定）した。

## 所在地
- 〒719-0234 岡山県浅口市鴨方町益坂1866の4

## 交通手段
- 公共交通機関…JR西日本山陽本線鴨方駅下車。井笠バス遙照山荘行きバスで約20分。
- 車…山陽自動車道鴨方ICより北へ約15分

## 駐車場
- 100台

## 付帯施設
- テニスコート
- パターゴルフ
- アスレチック
- 屋内多目的ドーム（屋内テニスコート2面）
- 屋外テニスコート
- 天文台
- 中広間　遙照山（42帖）
- 大広間　櫻楓の間（100帖）
- レストラン　花山海
- カラオケボックス　心心
- 喫茶　一笑茶房
- 売店　たちまち庵